# 2003 FZ129
2003 FZ129 est un transneptunien faisant partie du disque des objets épars, d'un diamètre  estimé à environ 180 km.